# Nyssodrysternum stillatum
Nyssodrysternum stillatum es una especie de escarabajo longicornio del género Nyssodrysternum, tribu Acanthocinini, subfamilia Lamiinae. Fue descrita científicamente por Bates en 1864.

## Descripción
Mide 8,48 milímetros de longitud.

## Distribución
Se distribuye por Brasil y Guayana Francesa.